# Joe's Own Editor
Joe's Own Editor (l'Editor Propi de Joe, en anglès) és un editor de text basat en ncurses per sistemes Unix, disponible sota la llicència GPL. Està dissenyat per ser fàcil d'utilitzar.
JOE està disponible per a la majoria de les distribucions de Linux més importants, versions de BSD de codi obert i Apple macOS mitjançant gestors de paquets com Homebrew.

## Descripció

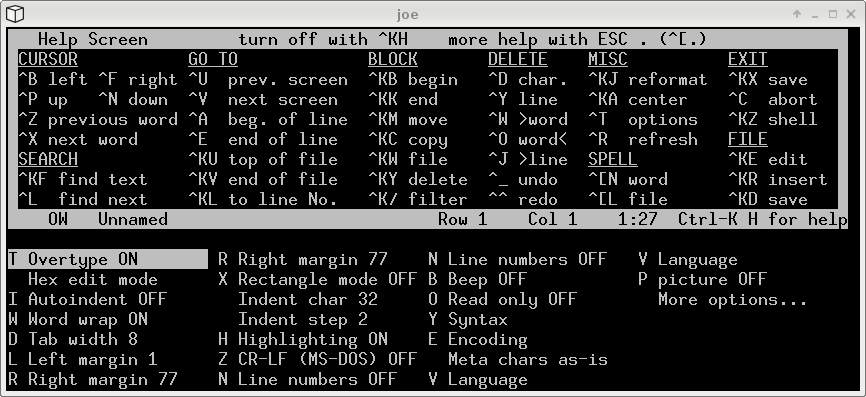
La part superior de la plantalla mostra l'ajuda integrada, mentre que la part inferior de la pantalla mostra el menú d'opcions (l'espai d'edició queda reduït a una sola línia expressament per tal d'ensenyar les diferents interfícies d'una manera compacta).

JOE inclou un sistema d'ajuda, i un recordatori sobre com obtenir ajuda està sempre disponible a un racó de la pantalla. Les dreceres de teclat de JOE són similars a les de WordStar i Turbo C: la majoria són o bé combinacions de la tecla Control i una altra tecla, o bé són combinacions de Ctrl+K i una altra tecla, o bé són combinacions de la tecla Esc i una altra tecla. El menú d'opcions apareix a la pantalla prement la combinació Ctrl+T. El programa és generalment personalitzable a través d'un fitxer de configuració, i té suport de ressaltat de sintaxi pels formats de fitxer més habituals.
JOE, a més, instal·la un seguit de fitxers que el configuren per tal d'emular els lligams de tecles d'Emacs (quan s'invoca com a jmacs), els de Pico (quan s'invoca com a jpico), o els de Wordstar (quan s'invoca com a jstar). També hi ha una variant anomenada "rjoe", que està restringida de tal manera que l'usuari només pot editar els fitxers especificats en la línia d'ordres (la qual cosa pot ser útil per tal de fer complir el principi del mínim privilegi).
Tot i que la interfície d'usuari tingui aspectes que recordin als editors de DOS, també inclou funcionalitats típiques d'un editor d'Unix com un historial intern de comandes, l'autocompletat en els menús de selecció de fitxers, un sistema de cerques via expressions regulars i l'habilitat de filtrar (pipe) blocs arbitraris de text a través d'una comanda externa qualsevol.

## Història
JOE va ser un dels editors per defecte de les primeres distribucions de Linux, la qual cosa li va donar certa prominència i li va ajudar a agafar una bona base d'usuaris. Continua estant inclòs com una opció en la majoria de distribucions de Linux, algunes vegades sota l'etiqueta d'editor de "mode de rescat".
Després que Joseph Allen alliberés la versió 2.8 el 1995, el cicle de desenvolupament es va estancar durant molts anys. El desenvolupament es va reprendre per un nou grup d'entusiastes el 2001, liderats per Marek Grac, i ell mateix va alliberar la versió 2.9 entre d'altres, introduint un sistema de construcció estandarditzat i arreglant molts errors. Allen va tornar al projecte el 2004 i va alliberar la versió 3.0, en què es va introduir el ressaltat de sintaxi i el suport per UTF-8.
Val a dir que no s'ha de confondre aquest JOE amb el Joe que es pot trobar al gestor de finestres JWM.